# Oranjehalskasuaris
De oranjehalskasuaris (Casuarius unappendiculatus) is een loopvogel uit het geslacht van de kasuarissen en de familie Casuariidae (Kasuarissen en emoes). De wetenschappelijke naam van de soort is voor het eerst geldig gepubliceerd in 1860 door Blyth. Het is een endemische vogelsoort uit Nieuw-Guinea.

## Leefwijze
De oranjehalskasuaris eet vooral vruchten en kleine dieren (insecten en kleine gewervelden).

## Voortplanting
Het mannetje bouwt een goed gecamoufleerd nest, waar het vrouwtje drie tot vijf groene eieren in legt. Daarna gaat het vrouwtje op zoek naar een ander mannetje (polyandrie). De mannetjes broeden de eieren uit en voeden de jongen op.

## Beschrijving
De oranjehalskasuaris is bijna zo groot als de helmkasuaris, ongeveer 1,5 meter lang. De "helm" is minder hoog dan die van de helmkasuaris, wel stevig en dik en meer driehoekig. Verder heeft hij niet twee, maar slechts één roodgekleurde "lel" aan de nek.

## Verspreiding
De soort komt voor in de laaglanden van West-Papoea, Papoea en op de eilanden Japen, Batanta en Salawati (Indonesië). Verder in Papoea-Nieuw-Guinea tot aan de rivier de Ramu in de provincie East Sepik.

## Leefgebied en status
De oranjehalskasuaris komt voor in bossen van riviervlakten. De vogels werden altijd al sterk bejaagd of de kuikens werden gevangen en in dorpen opgekweekt. Lange tijd was voor de populaties deze vorm van exploitatie geen bedreiging. Door houtkap en de omzetting van bos in landbouwgrond, de toenemende bevolking, betere wegen en het bezit van vuurwapens is de jachtdruk sterker en wordt het leefgebied kleiner. Daarom stond (sinds 1994) de oranjehalskasuaris als kwetsbaar op de Rode Lijst van de IUCN. In 2017 werd duidelijk dat het effect van jacht werd overschat en heeft de soort de status niet bedreigd.